# Cyathea tomentosa
Cyathea tomentosa är en ormbunkeart som först beskrevs av Bl., och fick sitt nu gällande namn av Heinrich Zollinger och Mor. Cyathea tomentosa ingår i släktet Cyathea och familjen Cyatheaceae. Inga underarter finns listade.